# Azcasuch
Azcaxochitl o Azcasuch (náhuatl clásico: Āzcaxōch [aːsˈkaʃoːtʃ]) fue una cihuatlatoani (reina) del altépetl acolhua precolombino de Tepetlaoztoc, en el Valle de México. Su nombre en náhuatl significa una especie de flor (literalmente «flor de hormiga»).
Se cree que era hija de Nezahualcóyotl, gobernante de Texoco. Azcasuch se casó con Cocopin, gobernante de Tepetlaoztoc, hacia 1431. Tras la muerte de su marido, subió al trono como reina regente.
Azcasuch fue sucedida por su nieto, Diego Tlilpotonqui.